# تپه مراد علی خانی
تپه مراد علی خانی مربوط به دوران‌های تاریخی پس از اسلام است و در شهرستان کنگاور، روستای قره گوزلو واقع شده و این اثر در تاریخ ۱۰ دی ۱۳۸۱ با شمارهٔ ثبت ۷۰۰۸ به‌عنوان یکی از آثار ملی ایران به ثبت رسیده است.